# Canton de Yujia'ao
Le Canton de Yujia'ao (chinois simplifié : 喻家坳乡 ; chinois traditionnel : 喻家坳鄉 ; pinyin : Yǔjiā'ào Xiāng) est un canton du xian de Ningxiang dans la province du Hunan en Chine. Il est entouré du bourg de Hengshi à l'ouest, du bourg de Huishangang et du bourg de Yuejiaqiao au nord, du bourg de Meitanba à l'est et des bourgs de Shuangfupu et Dachengqiao au sud. Au recensement de 2000, il avait une population de 35 670 habitants et une superficie de 96,85 km2.

## Administration territoriale
Il comprend 2 communauté et 10 villages. Les villages sont Yujiaao (喻家坳村), Yushan (玉山村), Sanmin (三民村), Nanling (南岭村), Jiulongfeng (九龙峰村), Renquan (仁泉村), Yongquanshan (涌泉山村), Taipingshan (太平山村), Huxitang (湖溪塘村) and Shenwu (神武村).

## Géographie
Le réservoir de Xiashankou (峡山口水库) est le plus grand réservoir et la plus grande masse d’eau du canton.

## Économie
La pastèque et le tabac sont importants pour l'économie.

## Transport
La voie express S71 Yiyang-Loudi-Hengyang, qui relie Yiyang, Loudi et Hengyang, traverse le bourg de Hengshi, le bourg de Laoliangcang, le bourg de Liushahe et le bourg de Hutian au sud, à la jonction de la voie express Changsha-Shaoshan-Loudi, qui se dirige vers le nord bourg de Huishangang au district de Heshan à Yiyang.